# Boucle Tête-Allègre-Sofaïa
La boucle Tête-Allègre-Sofaïa est un sentier de randonnée de 12 km situé en Guadeloupe sur l'île de Basse-Terre sur le territoire de la commune de Sainte-Rose. 

## Description
Sentier difficile en raison du terrain boueux et aux dénivelées importants, il permet, après plusieurs traversées de rivières, d'atteindre les crêtes et de pouvoir ainsi surplomber l'ensemble du Grand Cul-de-sac marin. 
Le départ de la randonnée est sur la route forestière de la Muraille que l'on peut rejoindre à partir du hameau de La Boucan. Elle passe successivement par les sites suivants : 
- Saut des Trois Cornes
- Rivière Moustique
- Bains sulfureux de Sofaïa
- Barre de l'île
- Tête Allègre
- Choisy